# Раскуишка
Раскуишка — река в Свердловской области, левый приток реки Чусовая. Впадает в Чусовую в 513 км от её устья. Устье реки находится в районе деревни Раскуиха, Полевского городского округа. Длина водотока 11 км, водосборная площадь 37,5 км².
Близ Полевского тракта на реке создан небольшой пруд. В реке водятся окунь, щука, чебак, лещ, ранее встречался хариус. По руслу реки в XIX веке велась золотодобыча.
Код водного объекта в государственном водном реестре — 10010100512111100010134.